# يسار مسيحي

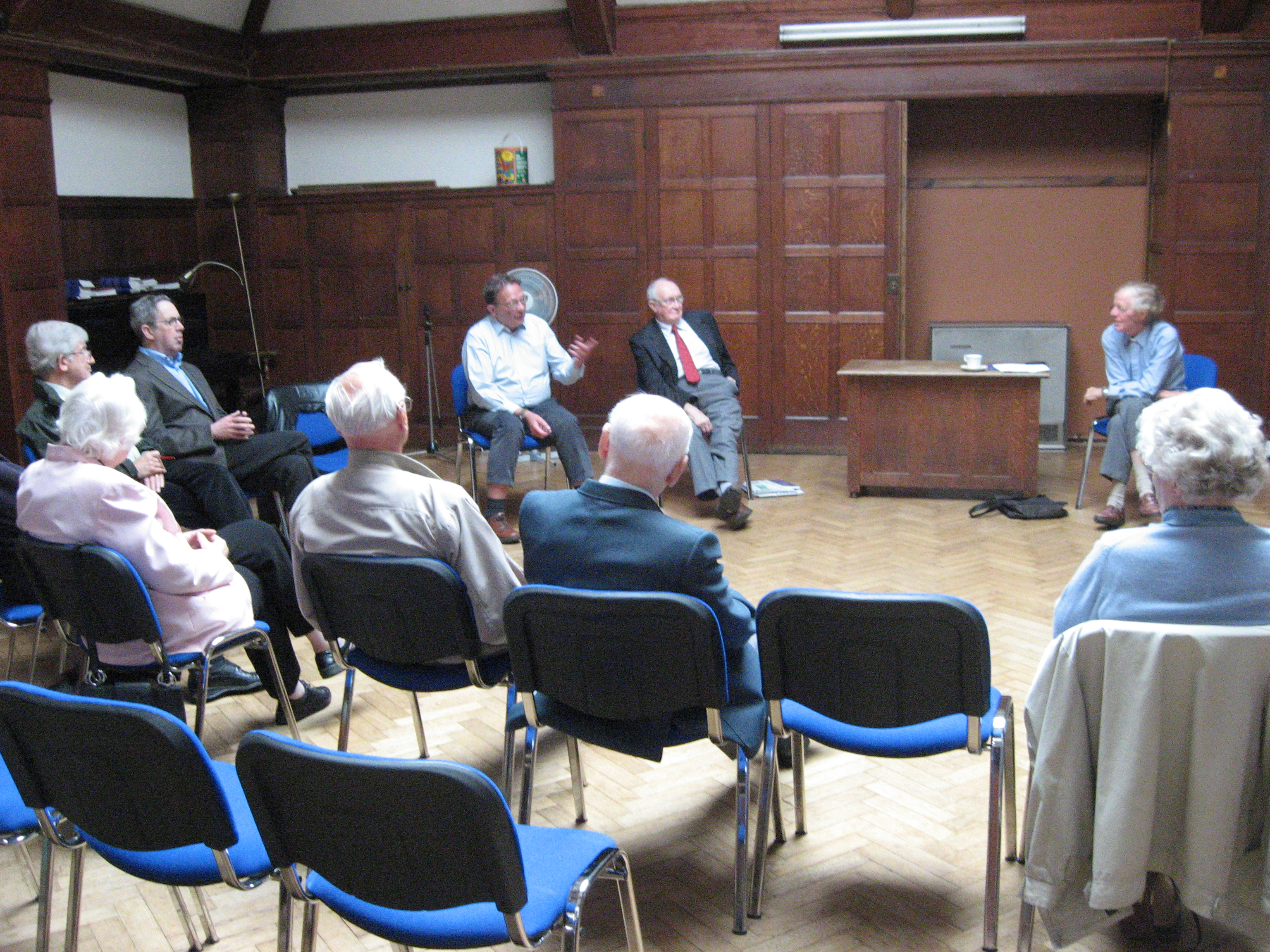

يشير مصطلح اليسار المسيحي إلى طيف من الأحزاب والحركات السياسيَّة والاجتماعيَّة اليسارية المسيحية، والتي تعتنق إلى حد كبير وجهات النظر التي توصف بأنها عدالة اجتماعية والتي تتمسك بمفاهيم حركة الإنجيل الاجتماعي. ونظرًا للتنوع المتأصل في الفكر السياسي الدولي، للمصطلح معان وتطبيقات مختلفة في بلدان مختلفة خصوصًا بين أوروبا وأمريكا اللاتينية.
حركات اليسار المسيحي تعمل في المجتمع من خلال عقيدتها الاجتماعية لتعزيز العدالة الاجتماعية وتوفير الرعاية للمرضى والفقراء. وقد تم تبني الأفكار التي تضمنتها «العظة على الجبل» وامثال المسيح مِثل مَثل السامري الصالح كرسالتها في المجتمع، كالدعوى إلى عبادة الله، والعمل من دون عنف أو تحامل ورعاية المرضى والجياع والفقراء. وتطالب حركات اليسار المسيحي بالرعاية الإجتماعية المجانية وتوفير الحد الأدنى من الرفاه والدعم الاجتماعي لجميع المواطنين. وتطالب أيضًا بتوفير الرعاية الصحية الشاملة والتأمين ضد البطالة.
في الولايات المتحدة، أغلب أعضاء اليسار المسيحي تأتي من مجموعة من الكنائس المسيحية التالية: كنائس سلام، وعناصر من البروتستانتية الخط الرئيسي، والكاثوليكية، وبعض العناصر الإنجيلية. مقارنًة في اليمين المسيحي في الولايات المتحدة، يعد اليسار المسيحي أقل تنظيمًا.
ظهر في أمريكا الجنوبية لاهوت التحرير وهي حركة يسارية ظهرت داخل الكنيسة الكاثوليكية حركة إصلاح دعيت بلاهوت التحرير، والتي ناضلت من أجل العدالة الاجتماعية والقضاء على الفقر والديكتاتورية والدفاع عن المظلومين. في بداية القرن العشرين ارتبطت الكنيسة الكاثوليكية ارتباطًا وثيقًا بالقيادات العسكرية والأثرياء من كبار ملاك الأراضي الذين تحكموا في كثير من حكومات أمريكا اللاتينية. ولكن مع ذلك ومنذ نهاية الستينيات من القرن العشرين ازداد نشاط الكنيسة في النضال من أجل حقوق الإنسان والعدالة الاجتماعية. وقد قام كثير من قيادات الكنيسة بنقد حكومات أمريكا اللاتينية بشدة لفشلها في توفير الخدمات المناسبة للفقراء.
ورغم تراكب اليسار المسيحي والمسيحية الليبرالية قليلاً، فإنهما مختلفان، أي ليس كل اليساريين المسيحيين ليبراليين، ولا العكس، إذ يمتلك بعض اليساريين المسيحيين آراءً متحفظّة اجتماعياً عن القضايا الاجتماعية، ولكنهم يميلون لليسار فيما يخص القضايا الاقتصادية.

## التاريخ

### السنوات المبكرة
بالنسبة للكثير من التاريخ المبكر للحركات اليسارية المناهضة مثل الاشتراكية والشيوعية (التي كانت شديدة المناهضة لرجال الدين في القرن التاسع عشر)، قاد بعض الكنائس رجال الدين الذين شعروا أن الثورة تشكل تهديدًا لمكانتهم وسلطتهم. كان يُنظر إلى الكنيسة أحيانًا على أنها جزء من المؤسسة. كانت الثورات في الولايات المتحدة الأمريكية وفرنسا وروسيا موجهة جزئيًا ضد الكنائس القائمة (أو بالأحرى رجال الدين البارزين) وفرضت الفصل بين الكنيسة والدولة.
في القرن التاسع عشر، طوّر بعض الكتاب والناشطين مدرسة الاشتراكية المسيحية، التي غرست المبادئ الاشتراكية في اللاهوت المسيحي والتطبيق العملي.
اعتمد المفكرون الاشتراكيون الأوائل مثل روبرت أوين وهنري دي سان سيمون في نظرياتهم عن الاشتراكية على المبادئ المسيحية. كان رد فعل كارل ماركس وفريدريك إنجلز ضد هذه النظريات من خلال صياغة نظرية علمانية للاشتراكية في البيان الشيوعي.

### تحالف اليسار والمسيحية
ابتداءً من أواخر القرن التاسع عشر وأوائل القرن العشرين،[بحاجة لمصدر] بدأ البعض يتبنى وجهة نظر مفادها أن المسيحية الأصيلة تشترك كثيرًا مع المنظور اليساري. شرح الكتّاب المسيحيون الرئيسيون الآراء التي وجدها الاشتراكيون مقبولة. هناك مخاوف يسارية أخرى شائعة مثل النزعة السلامية والعدالة الاجتماعية والمساواة العرقية وحقوق الإنسان ورفض الثروة المفرطة معبر عنها بقوة في الكتاب المقدس. في أواخر القرن التاسع عشر، نشأت حركة الإنجيل الاجتماعي (خاصة بين بعض الأنجليكانيين واللوثريين والميثوديين والمعمدانيين في أمريكا الشمالية وبريطانيا) التي حاولت دمج الفكر التقدمي والاشتراكي مع المسيحية لإنتاج نشاط اجتماعي قائم على الإيمان.  كان رجال الدين في الولايات المتحدة خلال هذه الفترة يميلون عمومًا إلى أن يكونوا أكثر ليبرالية، سواء في التفسير اللاهوتي أو في التزامهم بالإنجيل الاجتماعي. في كندا، أُسّس ائتلاف من أتباع الكنيسة الليبرالية والميثودية والمشيخية الكنيسة المتحدة الكندية، وهي واحدة من أوائل الطوائف اليسارية المسيحية الحقيقية. لاحقًا في القرن العشرين، دافع كتّاب مثل غوستافو جوتيريز وماثيو فوكس عن لاهوت التحرير.

### المسيحيون والعمال
تطور اليسار المسيحي إلى حد كبير بفضل خبرات رجال الدين الذين انصرفوا للقيام بأعمال رعوية مع الطبقة العاملة، كان هذا منتشرًا بشكل خاص بين الميثوديين والأنجلو كاثوليك في إنجلترا، الأب أدولف كولبنغ في ألمانيا وجوزيف كاردين في بلجيكا.

### اليسار المسيحي وحملات من أجل السلام وحقوق الإنسان
ارتبطت بعض الجماعات المسيحية ارتباطًا وثيقًا بحركات السلام ضد حرب فيتنام وكذلك غزو العراق عام 2003. كان الزعماء الدينيون في العديد من البلدان أيضًا من أوائل منتقدي التخفيضات في برامج الرعاية الاجتماعية. بالإضافة إلى ذلك، كان العديد من نشطاء الحقوق المدنية البارزين (مثل مارتن لوثر كينغ جونيور في الولايات المتحدة) شخصيات دينية.

### في الولايات المتحدة
في الولايات المتحدة، ينتمي أعضاء اليسار المسيحي إلى مجموعة من الطوائف: كنائس السلام وعناصر من الكنائس البروتستانتية الرئيسية والكاثوليكية وبعض الإنجيليين.
بدأ القادة المسيحيون التقدميون في تشكيل مجموعات خاصة بهم لمحاربة اليمين الديني وذلك بعد انتخابات 2004 في الولايات المتحدة، وتشمل هذه المجموعات مركز المسيحية التقدمية الذي تأسس عام 1996 والتحالف المسيحي من أجل التقدم.

## الاعتقادات

### المثلية الجنسية
يقارب اليسار المسيحي المثلية الجنسية عموماً بشكل يختلف عن المجموعات السياسية المسيحية، وقد تكون هذه المقاربة مدفوعة بالتركيز على قضايا مختلفة رغم تماثل الآراء الدينية، فقد يعتبر اليساريون المسيحيون، الذين يتشابهون بأفكارهم مع مجموعات سياسية مسيحية أخرى بينما يركّزون على قضايا مختلفة عنها، التعاليم المسيحية المتعلقة بقضايا معينة، كتحريم الإنجيل للقتل، وانتقاد تمركز الثروات، أهم سياسياً بكثير من التعاليم الخاصة بالقضايا الاجتماعية التي يؤكد عليها اليمين الديني، مثل معارضة المثلية الجنسية، علاوة على ذلك، يختلف بعض أفراد اليسار المسيحي عن المجموعات السياسية المسيحية الأخرى بأفكار دينية أيضاً.
فعلى سبيل المثال، يعتبر جميع أعضاء اليسار المسيحي التمييز والتعصب الديني ضد المثليين جنسياً غير أخلاقي، ولكنهم يختلفون في وجهات النظر عن عملية الجنس المثلي، إذ يعتقد البعض بكونها غير أخلاقية أيضاً، لكنهم يتفقون على كونه موضوعاً ضئيل الأهمية بالمقارنة مع قضايا متعلقة بالعدالة الاجتماعية، أو حتى بالأخلاقية الجنسية التي تخص عملية الجنس المغاير.
بينما يؤكد آخرون على أن بعض الممارسات مثلية الجنس تتوافق مع الحياة المسيحية، فيعتقد أعضاء كهؤلاء أن حجج الكتاب المقدس المُستخدمة لإدانة المثلية الجنسية إنما قد أُسيء تفسيرها، وأن تحريم الكتاب المقدس لممارسات المثلية الجنسية يشمل حقيقةً نوعاً معيناً من أفعال العملية الجنسية بين المثليين، مثل حب الغلمان، أي ممارسة رجال بالغين الجنس المثلي مع غلمان ذكور، وبالتالي يعتبرون تلك المحرمّات المذكورة غير متعلقة بالعلاقات مثلية الجنس العصرية.

### أخلاقيات الحياة المتّسقة
تجد أخلاقيات الحياة المتسقة (الخاصة بالكنيسة الكاثوليكية والإنجيلية التقدمية) ترابطاً بين معارضة كل من عقوبة الإعدام، والسياسة العسكرية، والموت الرحيم، والإجهاض والتوزيع العالمي غير العادل للثروات، وهي فكرة تتشارك بعضَ مفاهيمها الدياناتُ الإبراهيمية، بالإضافة إلى البوذية والهندوسية وأعضاء من دينات أخرى.
إذ طوّر فكرة أخلاقيات الحياة المتسقة كاردينالُ شيكاغو الراحل جوزيف بيناردين عام 1983، وينتقد معتنقو هذه الفكرة عادةً السياسيين المعروفين كمناصرين للحياة، لكنهم في الوقت ذاته يقفون في وجه تمويل الفيتامينات التي تُعطى قبل الولادة، أو برامج تغذية الأطفال، أو الرعاية الصحية العالمية.

### لاهوت التحرير
يُعتبر لاهوت التحرير تقليداً لاهوتياً نشأ في الدول النامية، وخصوصاً أميركا اللاتينية، إذ دمج المفكرون الكاثوليكيون منذ ستينيات القرن الشعرين أفكار التيار اليساري مع الكاثوليكية، مُنشئين لاهوت التحرر، والذي برز في وقتٍ تحالف فيه المفكرون الكاثوليكيون الذين عارضوا القادة المستبدّين في أمريكا الجنوبية والمركزية مع المعارَضة الشيوعية.
لكن تطور لاهوت التحرير بشكل منفصل عن اللاهوت الأسود في الولايات المتحدة الأمريكية وبالكاد بالتزامن معه، وينبغي عدم الخلط بينهما، وقرر مجمع العقيدة والإيمان أنه وبالرغم من توافق لاهوت التحرر جزئياً مع التعاليم الكاثوليكية الاشتراكية، فإن بعض عناصره الماركسية، كعقيدة الصراع الطبقي الدائم، يتعارض مع تعاليم الكنيسة.